# Knutange
Knutange (Duits: Kneuttingen ) is een gemeente in het Franse departement Moselle (regio Grand Est). Knutange telde op 1 januari 2022 3.206 inwoners.
De plaats maakte deel uit van het arrondissement Thionville-Ouest tot dat op 22 maart 2015 fuseerde met het arrondissement Thionville-Est tot het huidige arrondissement Thionville.

## Geografie
De oppervlakte van Knutange bedroeg op 1 januari 2022 2,43 vierkante kilometer; de bevolkingsdichtheid was toen 1.319,3 inwoners per km².

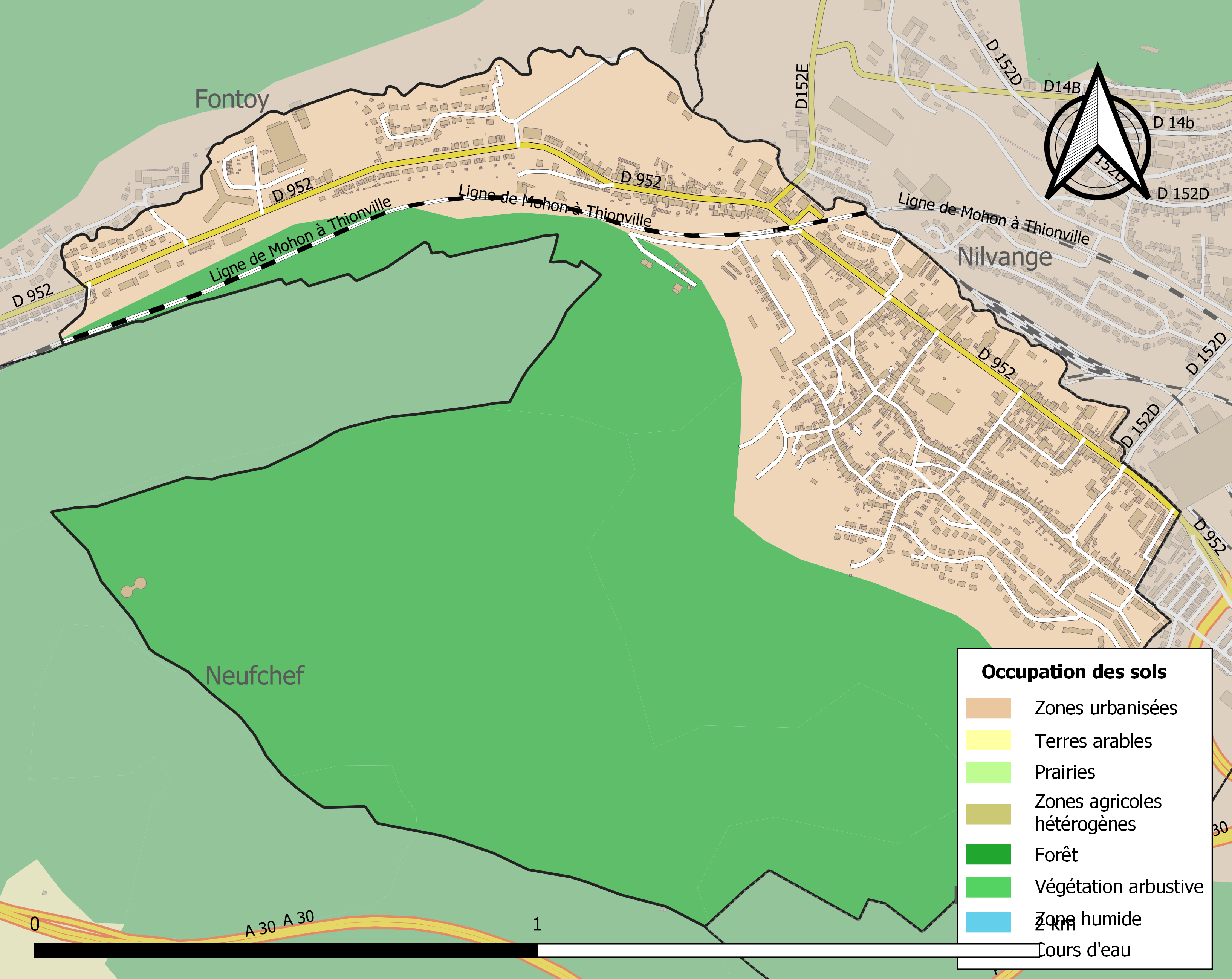
Kaart van de gemeente met de belangrijkste infrastructuur, bodemgebruik en omliggende gemeenten

## Demografie
Onderstaande figuur toont het verloop van het inwonertal (bron: INSEE-tellingen).